# Aleksandra Stachura
Aleksandra Maria Stachura (ur. 26 listopada 1929 w Kolanowie, ob. Bochnia) – polska robotnica, poseł na Sejm PRL VII kadencji.

## Życiorys
Uzyskała wykształcenie podstawowe. Była robotnicą w Państwowym Gospodarstwie Rolnym w Pierzchałach. W 1969 została sekretarzem OOP Polskiej Zjednoczonej Partii Robotniczej i zasiadła w radzie zakładowej. W 1976 uzyskała mandat posła na Sejm PRL w okręgu Elbląg. Zasiadała w Komisji Pracy i Spraw Socjalnych oraz w Komisji Rolnictwa i Przemysłu Spożywczego.

## Odznaczenia
- Brązowy Krzyż Zasługi